# St. Antonius (Vordersulzberg)

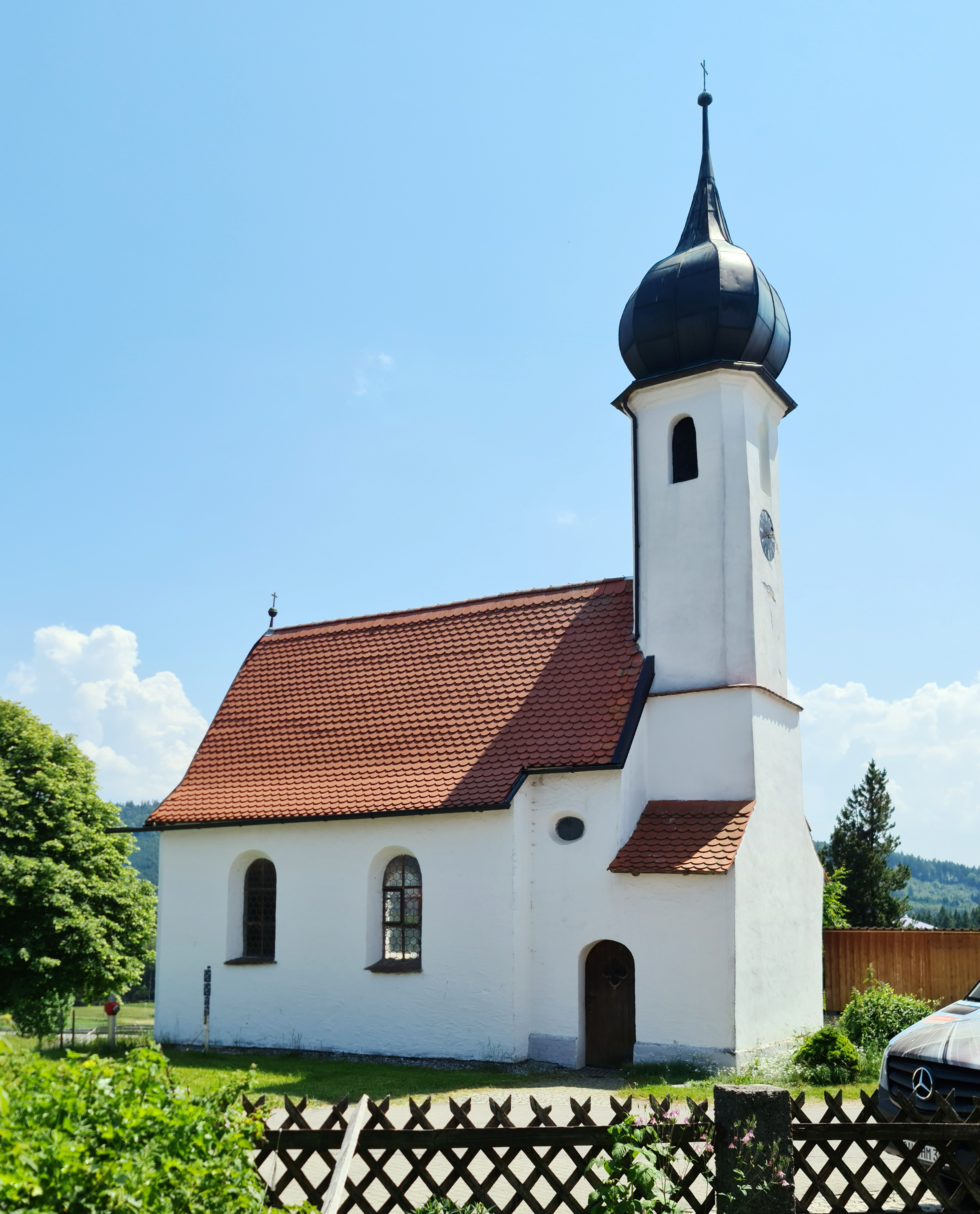
Kapelle St. Antonius von Padua in Vordersulzberg

Die spätbarocke römisch-katholische Kapelle St. Antonius von Padua in Vordersulzberg, einem Weiler der Gemeinde Roßhaupten, befindet sich auf dem Sulzberg – einem langgezogenen Höhenrücken zwischen Seeg-Ried und Roßhaupten-Rieder.

## Geschichte

Das Kapelleninnere

Errichtet wurde die denkmalgeschützte Kapelle im Jahr 1722. Schon spätestens im Jahr darauf setzte eine Antoniuswallfahrt nach Vordersulzberg ein, die nach den zahlreichen Votivtafeln in dem Sakralbau bis 1847 andauerte. Dabei wurde immer wieder auch der hl. Antonius Abbas hilfesuchend angebetet. Nach 1990 hatten die örtlichen drei Hofbesitzer und der im Ort heimische Gastronom eine Eigentümergemeinschaft für die Kapelle vereinbart, dadurch konnte das Baudenkmal 1992 restauriert werden.

## Beschreibung
Der stattliche zweijochige Kapellenbau besitzt einen vorgesetzten Zwiebelturm mit zwei seitlichen Anbauten und westlich am eigentlichen Langhaus eine schmälere kurze Verlängerung, die mit dem Turmerdgeschoss eine Kombination aus Vor- und Emporenraum aufnimmt. An deren Nordseite befindet sich mittig das Portal. Im östlichen Dreiachtelschluss befinden sich die kurze Altarapsis und die seitlichen Wandnischen, die wie Seitenaltäre wirken. Das Langhaus ist mit einer stuckierten Flachdecke und die Apsis ist ostseitig und oben abgerundet abgeschlossen.

Hochaltar

Der künstlerisch wertvolle Altar aus der Erbauungszeit zeigt im Altarblatt die Heiligen Magnus, Johannes Nepomuk und Antonius von Padua das Jesuskind und Maria anbetend. Zwischen den Doppelsäulen stehen die Statuen der Heiligen Magnus und Johannes Nepomuk. Das Auszugsbild stellt Gottvater als Weltenherrscher dar. An der Mensa ist ein Gemälde mit der Darstellung Hostienwunder des Hl. Antonius angebracht.
In den Wandnischen befinden sich die qualitativen Statuen des Johannes Nepomuk und einer gotisierend wirkenden Madonna, beide aus dem 18. Jahrhundert. An der Flachdecke ist ein Rahmenstuck angebracht. In deren Mitte zeigt ein langgezogenes und schmales Leinwandgemälde mit einem Stuckrahmen eine Darstellung der Maria  Immaculata, über der die Heilige Dreifaltigkeit schwebt.

Teil der Votivtafeln

Unter der Empore befinden sich an den Wänden die 26 Votivtafeln aus der Zeit von 1723 bis 1847. An den seitlichen Langhauswänden sind Kreuzwegbilder aus dem späten 18. Jahrhundert und zwei etwas derbe Heiligenfiguren angebracht.